# Augusto Arioni
Augusto Arioni (Montevideo, 28 agosto 1891 – ...) è stato un calciatore italiano, di ruolo difensore.
Era noto come Arioni I, per distinguerlo da altri due calciatori del Torino, Egidio o Arioni II e Enrico o Arioni III.

## Carriera
Iniziò la carriera agonistica, giocando come mediano, nel Torino, club con cui esordì nella sconfitta per 3-2 contro l'Andrea Doria il 9 aprile 1911. Nelle due stagioni di militanza granata, ottenne come miglior risultato il terzo posto nella classifica finale della Prima Categoria 1910-1911.
Nel 1912 passa alla Juventus, con cui fece il suo esordio contro il Piemonte Football Club il successivo 3 novembre in una sconfitta per 2-1, mentre la sua ultima partita fu contro il Genoa il 21 giugno 1914 in una sconfitta per 4-1. In due stagioni in bianconero collezionò 25 presenze senza segnare, giocando come terzino destro.

## Statistiche

### Presenze e reti nei club
| Stagione        | Club            | Campionato      | Campionato | Campionato |
| Stagione        | Club            | Comp            | Pres       | Reti       |
| --------------- | --------------- | --------------- | ---------- | ---------- |
| 1910-1911       | Torino          | Prima categoria | 5          | 0          |
| 1911-1912       | Torino          | Prima categoria | 15         | 2          |
| Totale Torino   | Totale Torino   |                 | 20         | 2          |
| 1912-1913       | Juventus        | Prima categoria | 5          | 0          |
| 1913-1914       | Juventus        | Prima categoria | 28         | 0          |
| Totale Juventus | Totale Juventus |                 | 33         | 0          |
| Totale carriera | Totale carriera |                 | 45         | 2          |